# 兵庫県道191号尼崎停車場西川線
兵庫県道191号尼崎停車場西川線（ひょうごけんどう191ごう あまがさいていしゃじょうにしかわせん）は、兵庫県尼崎市を通る一般県道である。

## 概要
尼崎市長洲本通1丁目からに至る。西川1丁目交差点から終点まで南西方向への一方通行となっており、同区間は中国街道の一部である。

### 路線データ
- 起点：尼崎市長洲本通1丁目（尼崎駅前交差点（JR西日本東海道本線・JR東西線・福知山線・北方貨物線 尼崎駅前）、兵庫県道74号尼崎停車場線起点）
- 終点：尼崎市西川1丁目（神崎橋西詰交差点、大阪府道・兵庫県道41号大阪伊丹線交点）
- 総延長：1.219 km[要出典]

## 路線状況

### 重複区間
- 兵庫県道74号尼崎停車場線（尼崎市長洲本通1丁目・尼崎駅前交差点（起点） - 尼崎市長洲東通1丁目）

## 地理

### 通過する自治体
- 尼崎市

### 交差する道路
| 交差する道路                          | 交差する場所  | 交差する場所            |
| ------------------------------------- | ------------- | ----------------------- |
| 兵庫県道74号尼崎停車場線 重複区間起点 | 長洲本通1丁目 | 尼崎駅前交差点 / 起点   |
| 兵庫県道74号尼崎停車場線 重複区間終点 | 長洲東通1丁目 |                         |
| 大阪府道・兵庫県道41号大阪伊丹線      | 西川1丁目     | 神崎橋西詰交差点 / 終点 |

### 交差する鉄道
- 東海道本線
- JR東西線
- 福知山線

### 沿線
- JR西日本東海道本線・JR東西線・福知山線・北方貨物線 尼崎駅
- 神崎川